# Mariveles
Mariveles es un municipio filipino en la provincia de Bataán.

## Barangayes
Mariveles se divide políticamente a 18 barangayes.
| - Alas-asin - Alion - Batangas II - Cabcaben - Lucanin - Baseco Country (Nassco) - Población - San Carlos - San Isidro | - Sisiman - Balon-Anito - Biaan - Camaya - Ipag - Malaya - Maligaya - Mountain View - Townsite |

- Datos: Q54460
- Multimedia: Mariveles / Q54460

1. ↑  Worldpostalcodes.org, código postal n.º 2105.